# Philibert Tsiranana

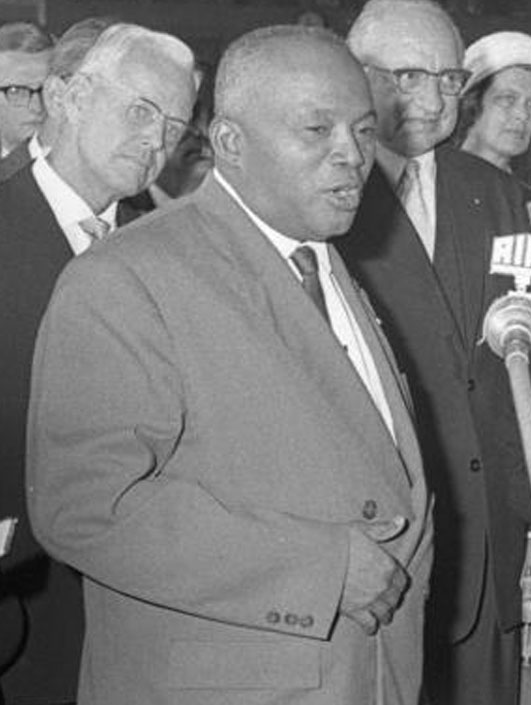
Philibert Tsiranana

Philibert Tsiranana (* 28. Oktober 1912 in Ambarikorano; † 16. April 1978) war von 1960 bis 1972 Präsident Madagaskars.

## Leben
Philibert Tsiranana erwarb seinen Schulabschluss (brevet des collèges) an der Regionalschule in Analalava und studierte danach in Antananarivo. Von 1942 bis 1945 durchlief er die Ausbildung zum Lehrer; 1946 erhielt er ein Stipendium für einen Studienaufenthalt an der École normale d'instituteurs in Montpellier. 1946 gründete er die Parti des déshérités de Madagascar, die 1956 in die Parti social démocrate überging. Sie setzte sich vor allem aus Küstenbewohnern (côtiers) zusammen, die ein Gegengewicht gegen die Merina im zentralen Hochland darstellen sollten, und stieß, wie schon die PADESM, auf wohlwollende Zustimmung der Kolonialmacht Frankreich. Von 1956 bis 1959 war Tsiranana Abgeordneter in der französischen Nationalversammlung (Assemblée nationale).
1959 kandidierte er erfolgreich gegen Norbert Zafimahova zum Amt des Präsidenten. Tsirananas Regierung stand in Kontinuität zur Politik der französischen Siedler (oder „Kolonisten“), die sich noch in Machtpositionen befanden, und setzte, anders als viele ehemalige französische Kolonien, auf einen antikommunistischen Kurs. 1972 flammten Proteste gegen diese Politik auf und Tsiranana wurde gestürzt. Er übergab die Macht 1972 an General Gabriel Ramanantsoa und seine provisorische Regierung. Nach seiner Absetzung gründete er 1974 die Parti socialiste malgache.
Philibert Tsiranana war verheiratet mit der sechs Jahre jüngeren Justine Tsiranana.